# Selaginella selaginoides
Selaginoides spinulosa · Sélaginelle fausse-sélagine, Sélaginelle spinuleuse
Espèce
Synonymes
- Lycopodium selaginoides  L. 1753
- Selaginella spinosa  P. Beauv. 1805
- Lycopodium bryophyllum C. Presl 1825
- Bernhardia spinosa Gray 1831
- Lycopodioides selaginoides (L.) Kuntze 1891
- Lycopodina spinulosa (A. Braun ex Döll) Bubani 1901
- Selaginoides spinulosa  (A. Braun ex Döll) Li Bing Zhang & X. M. Zhou 2023

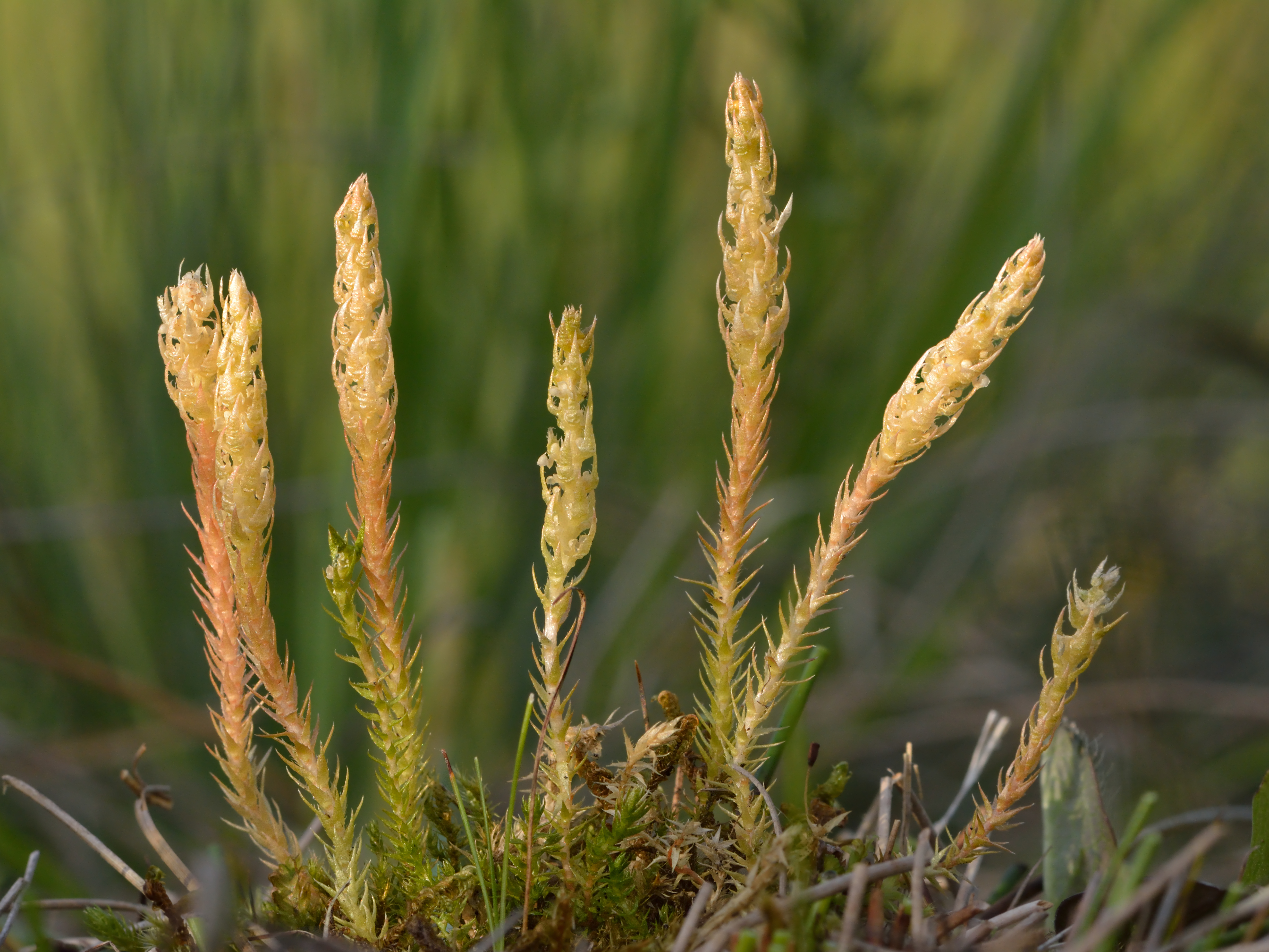
Selaginelle, en Estonie.

Le Sélaginelle fausse-sélagine ou Sélaginelle spinuleuse (Selaginella selaginoides ou Selaginoides spinulosa) est une espèce de plantes de la famille des Selaginellaceae.

## Description
Les feuilles sont longues et pointues, de 3 à 4,5 mm de long, avec des épines douces le long des bords. Les feuilles sur les tiges horizontales sont plus petites que celles sur les tiges verticales.
Les tiges ressemblent à de longs fils minces qui poussent à partir de la base de la plante et se divisent en deux branches. Certaines tiges sont plus épaisses et droites, poussant vers le haut sans se ramifier, et se terminent par les strobiles, qui peuvent atteindre 5 cm de long. À l'intérieur de chacun se trouvent de petites écailles triangulaires.
La plante possède 18 chromosomes.

## Habitat et distribution
Cette espèce vit dans les régions froides du Nord de l'Europe, d'Amérique du Nord, du Groenland et de Sibérie, ainsi que dans les montagnes dans les régions plus au sud (Caucase par exemple). En France, on la trouve principalement dans les Alpes et les Pyrénées ; autrefois présente dans le Massif central elle en a disparu. Au Canada, elle est présente dans toutes les provinces sauf l'Île-du-Prince-Édouard.
Elle pousse dans les zones humides, près des lacs et des ruisseaux, sur de la roche ou de la terre.

## Dénominations
Cette plante possède plusieurs dénominations. Les deux noms recommandés en France sont la sélaginelle fausse-sélagine et sélaginelle spinuleuse, mais il elle porte aussi le nom de sélaginelle épineuse. Au Canada francophone, on la connait aussi sous les noms de sélaginelle fausse et de sélaginelle sélaginoïde, bien que sélaginelle fausse-sélagine reste le nom recommandé.
En Suisse romande elle était autrefois appelée « moufa de nontfe-dàme », soit en français contemporain « Mousse de Notre-Dame ».

## Classification
En 2023, une nouvelle phylogénie de la famille des Selaginellaceae, qui ne comportait qu'un seul genre non fossile comprenant plus de 750 espèces, Selaginella, est proposée par Li Bing Zhang et X. M. Zhou. Selon cette nouvelle classification, la sélaginelle spinuleuse appartient désormais au genre Selaginoides, son nouveau nom étant Selaginoides spinulosa. Le genre Selaginoides comprends deux espèces, l'autre étant Selaginoides deflexa (en), très proche de la sélaginelle spinuleuse mais vivant à Hawaï : les deux espèces étaient déjà considérées comme faisant partie du même sous-genre, Selaginella.

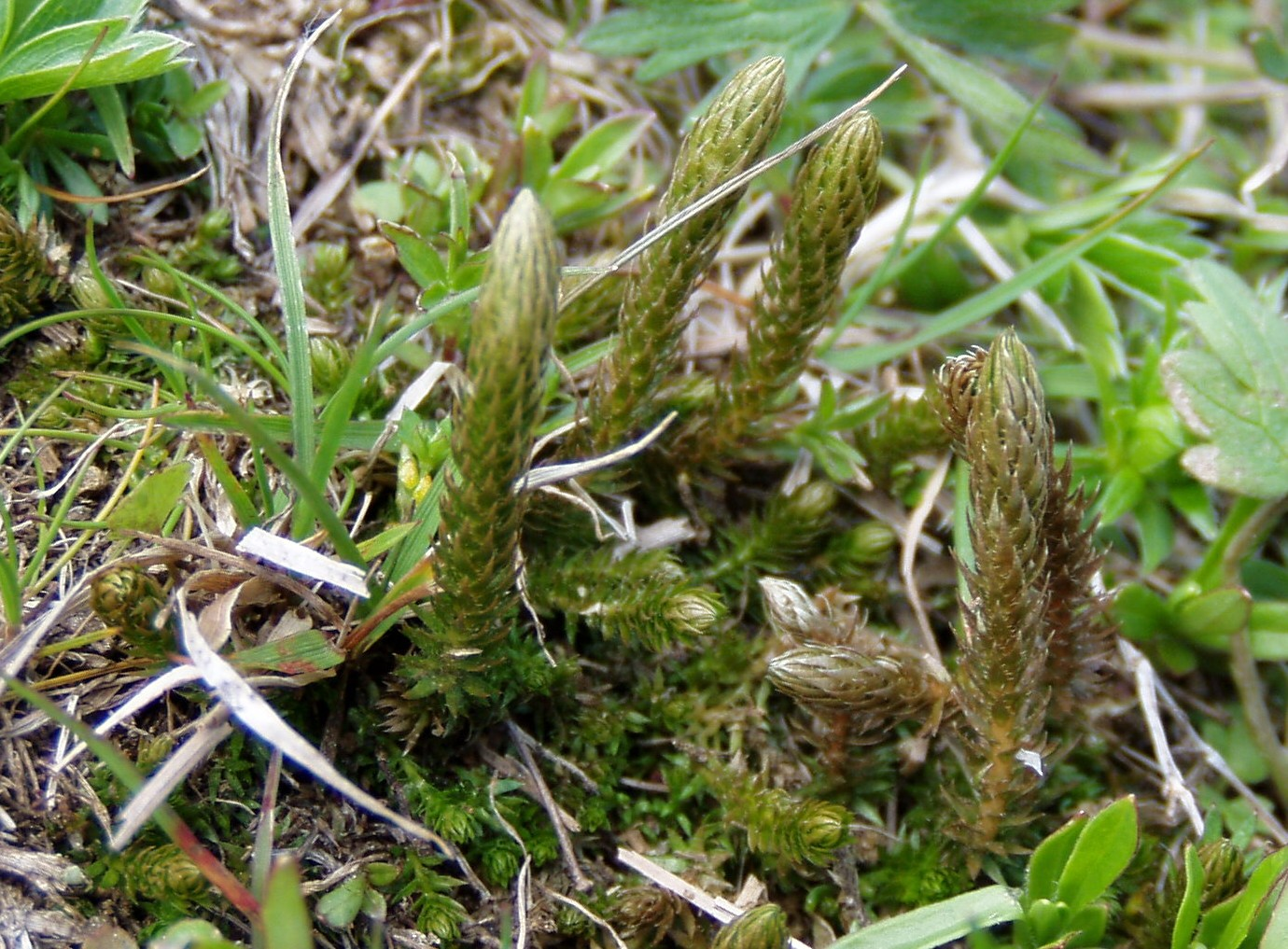
Tiges feuillées du Faux sélago.